# Hizbollah
Hizbollah eller Hezbollah (arabisk: حزب الله, dansk: "Guds Parti"), er en libanesisk, shia-islamisk orienteret politisk-militær organisation, som blev dannet i 1982 med det formål, at smide besættelsesmagten ud af Libanon. I slutningen af 1980'erne blev Hizbollah for alvor kendt og frygtet for sine kidnapninger af folk fra vesten. Gidseltagningerne var et magtspil i forbindelse med den libanesiske borgerkrig, som fandt sted fra 1975-1990. Efter Abbas al-Musawis død i 1992, var organisationen ledet af Hassan Nasrallah, der fungerede som generalsekretær indtil sin død i september 2024. Den 29. Oktober 2024, blev Naeem Qasim valgt som ny leder.
Hizbollah har markeret sig stærkt i Libanon gennem sin deltagelse i det politiske liv. Ved parlamentsvalget i 2005 opnåede bevægelsen 14 mandater; den opstillede i alliance med bl.a. Amal og denne oppositionsgruppe opnåede i alt 35 mandater. I den nye regering fik Hizbollah to ministerposter. Desuden har Hizbollah knyttet politiske kontakter til den kristne Fri Patriotisk Bevægelse. Hizbollah bruger mange ressourcer på sociale tilbud for landets fattigste befolkningsgrupper; sådanne sociale tilbud kan fx være sundhedsklinikker, gratis lægekonsultation, børnehaver, ungdomsklubber o.l. Dette arbejde styrker Hizbollah i befolkningen og anvendes samtidig som rekrutteringsbase.
Hizbollahs militære afdeling anvender mest sine ressourcer på at bekæmpe Israel, og har siden Israels tilbagetrækning fra Sydlibanon i 2000 fokuseret på de omstridte Sheba Farms i Golanhøjderne. Den 12. juli 2006 kidnappede Hizbollah to israelske soldater. Israel reagerede med en modoffensiv som fik massiv kritik fra det internationale samfund og FN, fordi den blev anset for at være ude af proportioner. I midten af august 2006 indgik Sikkerhedsrådet resolution 1701, der udvidede FN-styrken UNIFIL, og resulterede i at parterne indgik en våbenhvile. Krigen i 2006 var ikke en krig mellem Libanon og Israel, men mellem Hizbollah og Israel. Men det var den libanesiske civilbefolkning, som fik kampene at mærke på kroppen, og krigen skabte stor utilfredshed blandt mange libanesere.
Siden begyndelsen af 2013 har det været officielt, at Hizbollah-krigere fra Libanon har kæmpet på regimets side i det borgerkrigshærgede Syrien. Det er første gang, at Hizbollah engagerer sig i en konflikt uden for Libanon, som ikke har direkte forbindelse til bekæmpelsen af shia-organisationens erklærede hovedfjende, Israel. Hizbollah kæmper på præsident Bashar al-Assads side i den blodige konflikt mellem styret og forskellige oprørsfraktioner.
I 2021 hævdede Nasrallah, at gruppen havde 100.000 soldater. Efter Hamas' angreb på Israel den 7. oktober 2023 har Israel og Hizbollah angrebet hinanden på begge sider af grænsen.

## Baggrund
Hizbollah blev dannet som en paramilitær modstandsbevægelse mod Israel i 1982, men har siden udviklet sig til en social bevægelse og et politisk parti med magtfuld indflydelse i hele Libanon. Organisationen blev oprindelig finansieret af Iran, men de fleste af dens midler indsamles i dag fra dens egen valgkreds. Hizbollah rummer både en militær gren (Al-Muqawama al-Islamiyya), som i 1980'erne og 90'erne bekæmpede den israelske besættelsesmagt i Libanon og et politisk parti med sæde i det libanesiske parlament og i landets regering samt et omfattende socialt arbejde, der driver hospitaler, klinikker og skoler. Hizbollah råder desuden over en række elektroniske og skriftlige medier.
I den arabiske verden nyder organisationen en vis anseelse, da den anses som den primære årsag til, at Israel i 2000 endelig måtte opgive sin besættelse af Libanon. Partiet og organisationen er lovlig i Libanon og har indgået i flere regeringer. Hizbollah har spillet en afgørende rolle i den fire år lange borgerkrig i Syrien, hvor gruppen støtter præsident Bashar al-Assad. Hizbollah støtter den den syriske regeringshær i kampen mod det syriske oprør og Islamisk Stat (IS).

### Ideologi
Bevægelsen vil gerne etablere en islamisk stat i Libanon på baggrund af ayatollah Khumaini og den iranske revolutions ideologi. Men de er godt klar over, at det kræver det libanesiske folks opbakning, hvilket er svært i et samfund med en befolkning med så forskellige religiøse tilhørsforhold. Derfor involverer deres politiske platform også mere verdslige emner, hvor de ifølge deres offentlige politiske materiale introducerer deres krav om en islamisk regering i Libanon med fredlige og demokratiske midler. Som situationen tilspidser sig i Mellemøsten i dag, så er det først og fremmest Hizbollah-bevægelsens modstand over for Israel, der er på deres dagsorden. De støtter ødelæggelsen af staten Israel og samarbejder med andre militante islamistiske organisationer som det palæstinensiske regeringsparti Hamas for at fremme deres mål.

### Terrororganisation
Hizbollah er af USA sat på USA's liste over terrororganisationer.
EU vedtog i 2013 at placere Hizbollahs militære gren på EU's liste over terrororganisationer, som bebrejdes for bombeangrebet på en bus med civile i Bulgarien i juli 2012. Hizbollah nægter sig skyldig i angrebet imod civile i Bulgarien. Hizbollahs tidligere leder Hassan Nasrallah var af EU ligeledes placeret på EU's terrorliste.

## Ledere af Hizbollah
Denne liste er ufuldstændig; hjælp gerne med at udfylde den.
| # | Navn             | Start | Slut |
| 1 | Subhi al-Tufayli | 1989  | 1991 |
| 2 | Abbas al-Musawi  | 1991  | 1992 |
| 3 | Hassan Nasrallah | 1992  | 2024 |
| 4 | Naeem Qasim      | 2024  |      |